# Mur de foehn

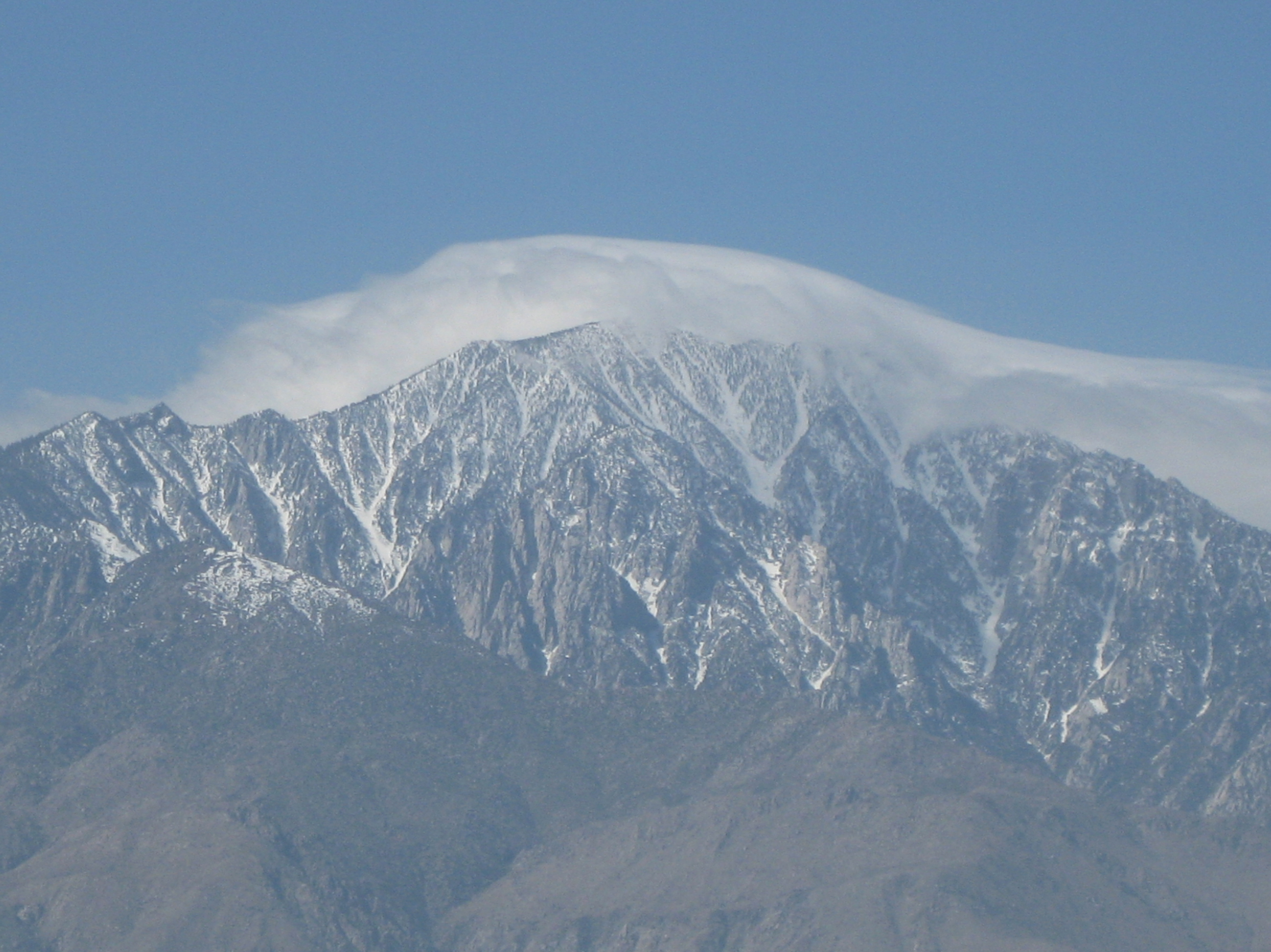
Mur de foehn sur le mont San Jacinto

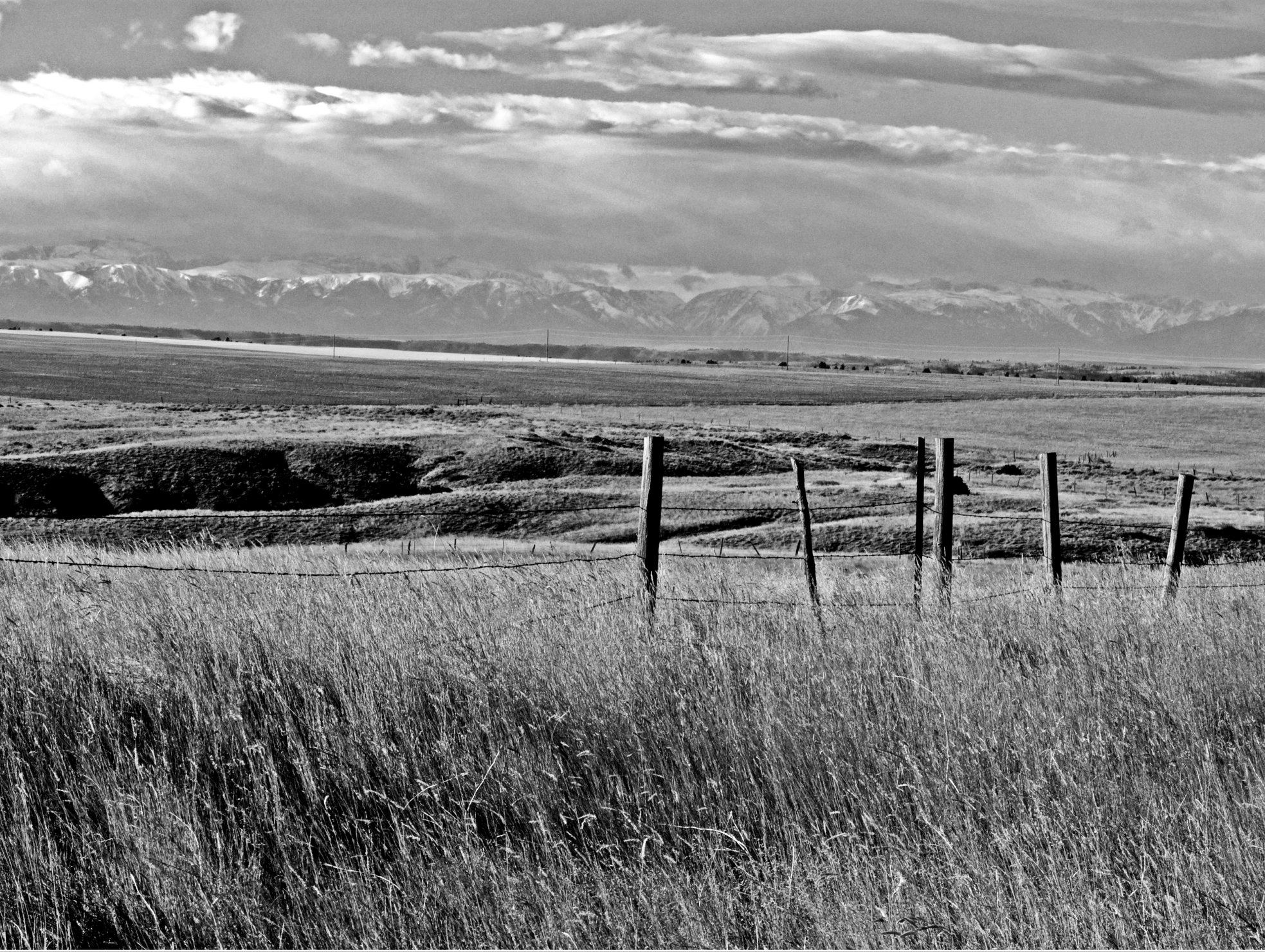
Mur de foehn au-dessus des montagnes Rocheuses

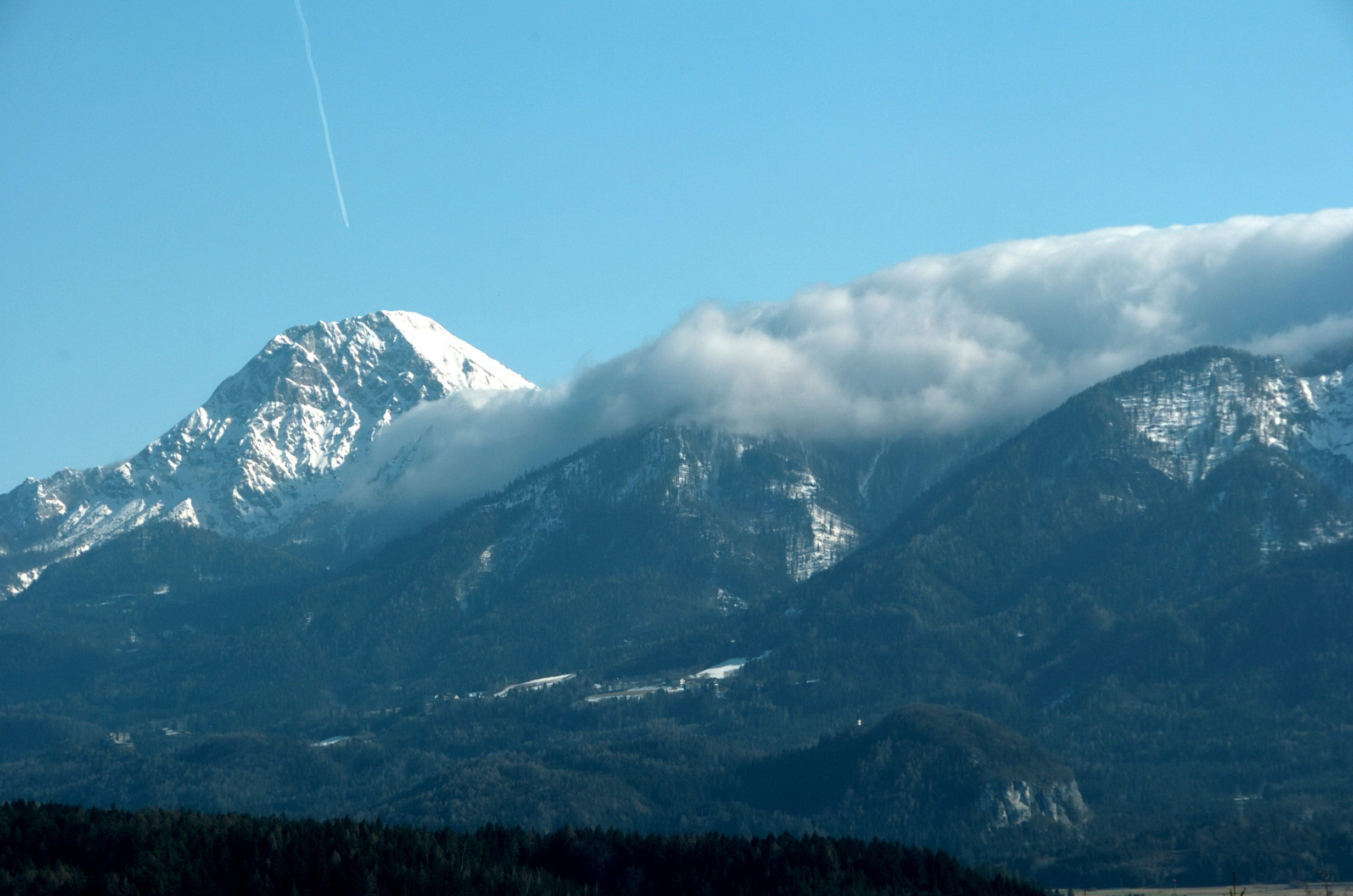
Mur de foehn sur les Karavanke en Carinthie

Le mur de foehn ou nuage de foehn est une barrière continue de nuages qui se forme en aval de la ligne de crêtes d'une chaîne de montagnes lorsque souffle perpendiculairement à celle-ci un vent humide. Ce type de limite nuageuse est une conséquence de l’effet de foehn. Cet effet se traduit par un temps maussade en amont de la chaîne de montagnes et un temps relativement dégagé en aval avec un mur de nuages en crête. Même si les phénomènes de foehn ont été d'abord observés au nord de la chaîne des Alpes, l'effet de foehn n'est cependant pas unique à cette région mais se retrouve dans toute région montagneuse formant barrière. Le Chinook et bien d'autres vents forment des murs similaires.

## Formation
Il semble que la ligne de nuages s'agrippe le long des crêtes. Autrement dit, un mur de foehn est la bordure de nuages formés du côté amont par soulèvement le long des montagnes et qui s'interrompent brutalement en aval quand l'air descend la pente et s'assèche en se réchauffant. 
En effet, le vent soufflant perpendiculairement à une chaîne de montagne doit monter le long de la pente. Ce faisant, il se refroidit adiabatiquement, devient saturé, forme des nuages et même donne des précipitations. Une fois de l'autre côté de la crête, si l'air est stable, il doit redescendre. Une telle descente adiabatique cause un réchauffement de l'air dont l’humidité relative diminue et le nuage se termine quand l'air passe sous la saturation.

## Effets
Le foehn du sud, comme les autres vents du genre, est donc un vent chaud et sec. Quand il souffle de secteur sud depuis l'Italie, le temps est bouché dans la plaine du Pô en remontant la pente mais le ciel se dégage dans les hautes vallées au nord des Alpes en Suisse, surtout au printemps. Le foehn du nord produit le même effet au sud des Alpes suisses. Par flux de nord-ouest perturbé et instable, de gros nuages accompagnés de fortes averses s'abattent sur les hauts-plateaux du Massif central mais y restent bloqués tandis que le Mistral, vent de nord froid et sec de Provence canalisé par le relief du Massif central et des Alpes, souffle dans la vallée du Rhône et dégage le ciel. Il peut se former une ligne discontinue de cumulus congestus sur les massifs des Cévennes. Ceci est dû à la configuration du relief. 
Les murs de foehn sont aussi courants dans les montagnes Rocheuses lorsque souffle le Chinook et dans bien d'autres chaînes de montagnes dont le massif des Vosges et les Pyrénées. Ce phénomène de foehn est associé à des ondes de gravité en aval qui permettent aux planeurs d'atteindre de très grandes altitudes et qui peuvent former des lignes successives de nuages parallèles à la crête dans la partie montant de l'onde si l'air est encore assez humide.